# 馳車天地
馳車天地（英語：Autopia）是各迪士尼樂園內的一個機動遊戲項目。馳車天地分別位於迪士尼樂園、神奇王國、東京迪士尼樂園、巴黎迪士尼樂園以及香港迪士尼樂園。

## 迪士尼樂園

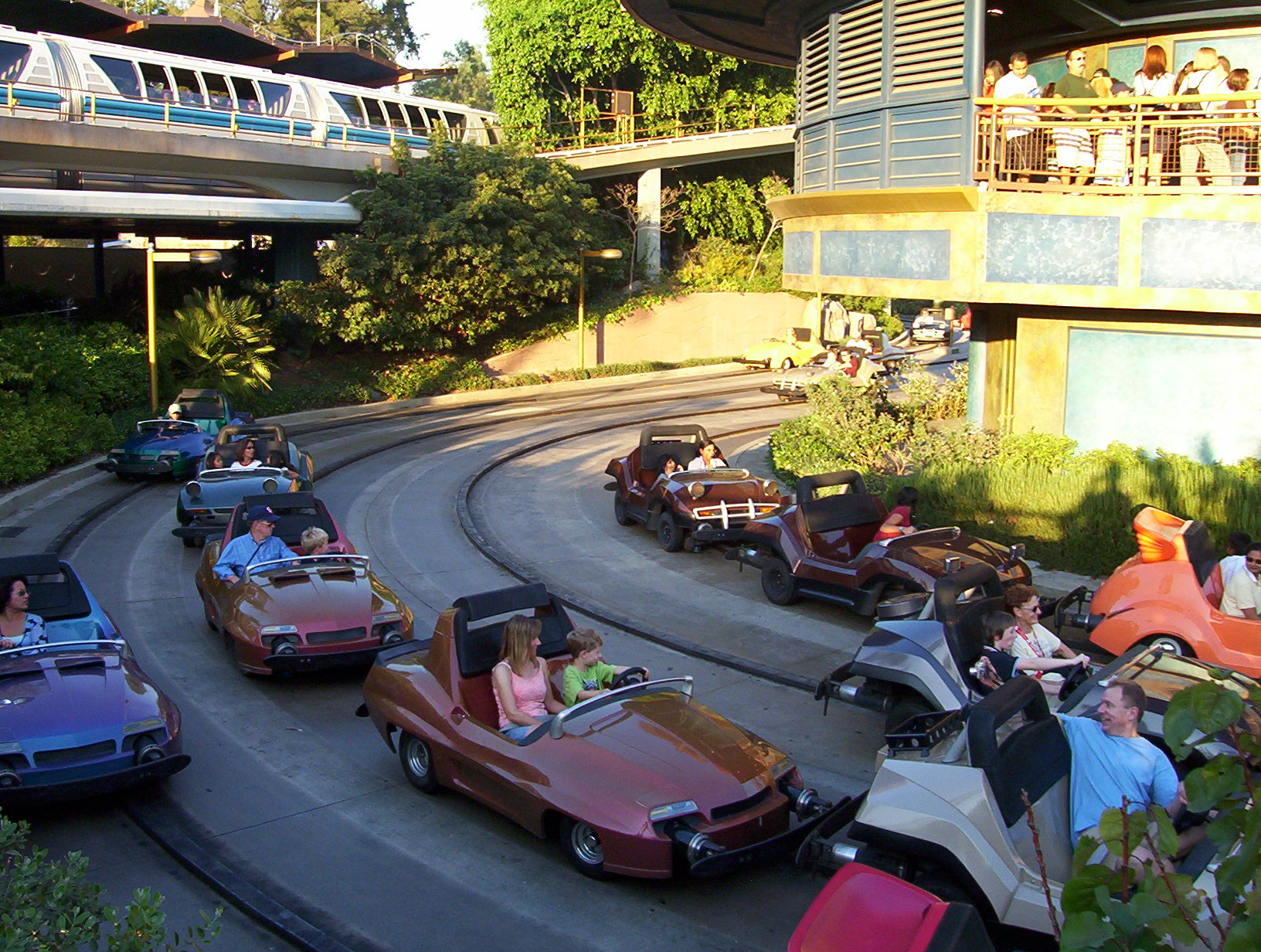
加州迪士尼樂園馳車天地

- 開幕日： 1955年7月17日（與迪士尼樂園一同開幕）
  - 翻新後重開日：2000年6月29日
- 設計者： WED Enterprises
- 贊助商： 本田（2016年──）
  - 過去贊助商：Chevron（2000年─2012年）
Richfield Oil（1955年至1970年）
- 車輛： 96輛
  - 最近車款：Mark IX（2000）
  - 主題: Chevron車輛
  - 動力：汽油
- 最高時速： 每小時10公里
- 軌道長度： 782米
- 登車限制：
  - 駕駛者： 必須年滿7歲及身高達132厘米或以上
  - 乘客：必須年滿1歲
- 遊樂時間： 約7分鐘
- 需要套票： "C"
- 系統： 沿路軌引導循環回到終點

設有迪士尼快速通行咭

## 神奇王國

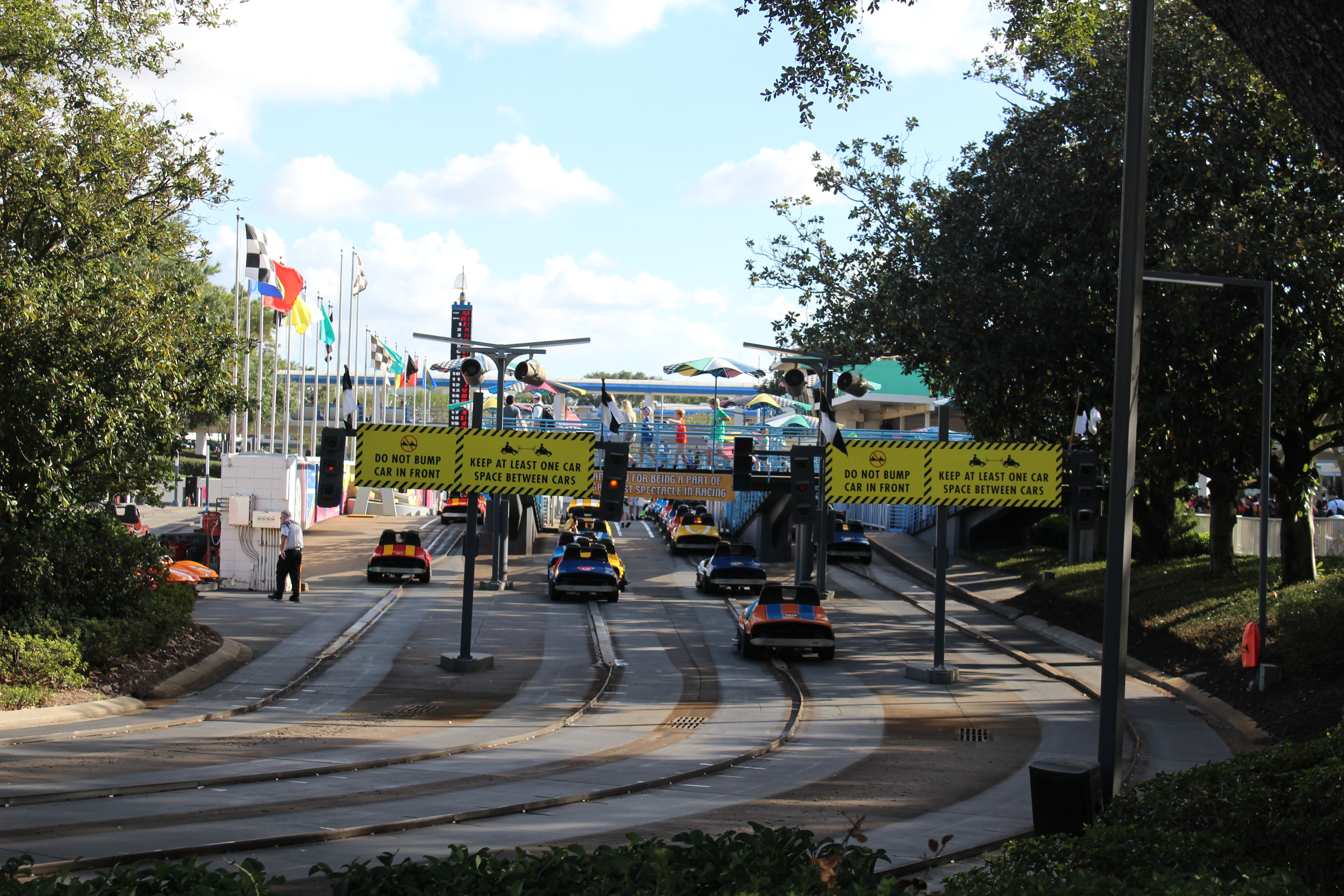
佛羅里達州神奇王國馳車天地

- 開幕日： 1971年10月1日（與神奇王國一同開幕）
  - 擴建年份：1973年
  - 開幕時名稱： Grand Prix Raceway
- 設計者： WED Enterprises
- 贊助商：
  - 原來贊助商：Goodyear Tire and Rubber Company
- 車輛： 146輛
  - 車款: Mark VII（1971）
  - 車輛主題： 賽車
  - 動力：汽油
- 最高時速： 每小時12公里
- 軌道長度： 644米
- 登車限制
  - 駕駛者： 必須年滿7歲及身高達132厘米或以上
  - 乘客：必須年滿1歲
- 遊樂時間： 約5分鐘
- 需要套票： "C"
- 系統： 沿路軌引導循環回到終點

## 東京迪士尼樂園

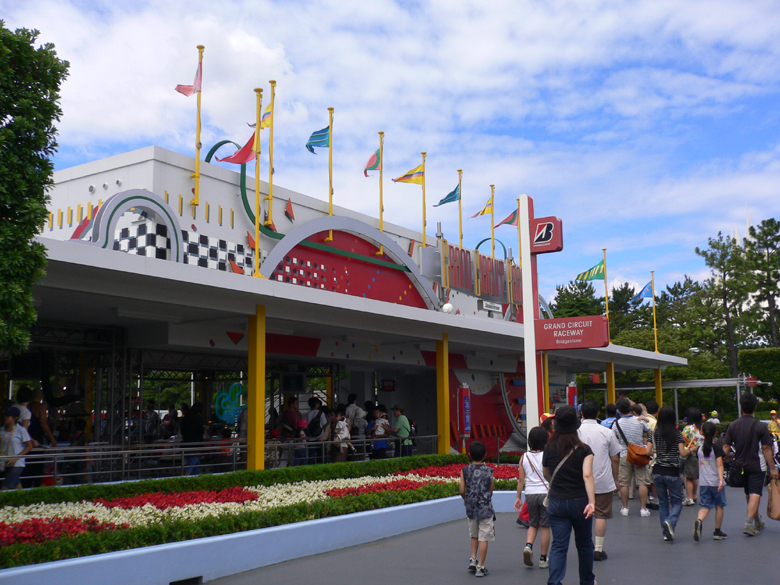
東京迪士尼樂園馳車天地

- 開幕日： 1983年4月15日（與東京迪士尼樂園一同開幕，已关闭）
- 設計者： WED Enterprises
- 贊助商： 株式會社Bridgestone
- 車輛：
  - 車款：Mark VII（1971）
  - 主題：賽車
  - 動力：汽油
- 最高時速： 每小時11公里
- 登車限制
  - 駕駛者：身高必須達132厘米或以上
  - 乘客：必須年滿1歲
- 遊樂時間： 約5分鐘
- 需要套票： "C"
- 系統： 沿路軌引導循環回到終點

## 巴黎迪士尼樂園
- 開幕日： 1992年4月12日（與巴黎迪士尼樂園一同開幕）
- 設計者： 華特迪士尼幻想工程師
- 贊助商： 福特汽車（2007年──）
  - 過去贊助商： Mattel（1992年至2000年） 及 Esso（2002年至2007年）
- 車輛：
  - 最近車款：Mark VIII（1992）
  - 主題：賽車
  - 動力：汽油
- 登車限制
  - 駕駛者：身高必須達132厘米或以上
  - 乘客：必須年滿1歲
- 遊樂時間： 約5分鐘
- 系統： 沿路軌引導循環回到終點

## 香港迪士尼樂園
- 開幕日： 2006年7月13日
- 最後營運： 2016年6月11日
- 設計者： 華特迪士尼幻想工程師
- 贊助商： 本田（開幕──2011）
- 賽道： 3條

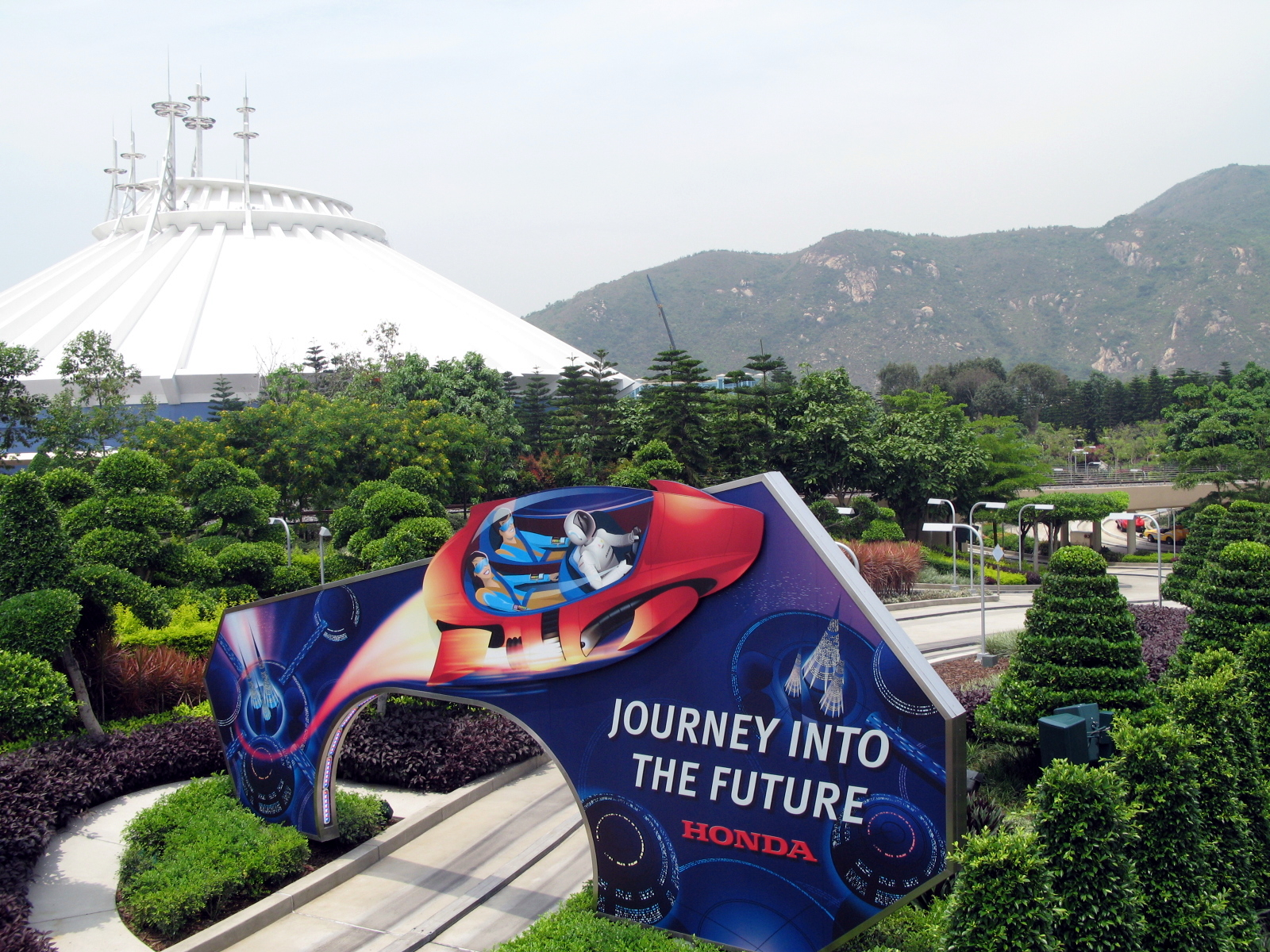
香港迪士尼樂園馳車天地

  - 賽道A：最長賽道，並跨越UFO地帶(右邊賽道)
  - 賽道B：最短賽道(中間賽道)
  - 賽道C：最困難駕駛(左邊賽道)
- 車輛： 共61輛（包括入口供遊客拍照的汽車），最多同時54輛運行（每賽道18輛）
  - 車款：Mark X（2006）
  - 主題：賽車
  - 動力：電動（第一次被迪士尼使用）
- 登車限制:
  - 駕駛者：身高必須達137厘米或以上
  - 乘客：身高必須達81厘米或以上
- 遊樂時間： 約3分鐘
- 系統： 沿路軌引導循環回到終點

於開幕日設有快速通行咭

## 外部連結
- 東京迪士尼樂園大賽車場介紹
- 香港迪士尼樂園馳車天地介紹 （页面存档备份，存于）